# 70 f.Kr.
| 70 f.Kr.           |
| ------------------ |
| Dødsfald - Fødsler |
|                    |

## Født
- 15. oktober Publius Vergilius Maro